# Commissariat de police
Pour les articles homonymes, voir Commissariat et Hôtel de police.
 (mars 2024).
 (novembre 2010).

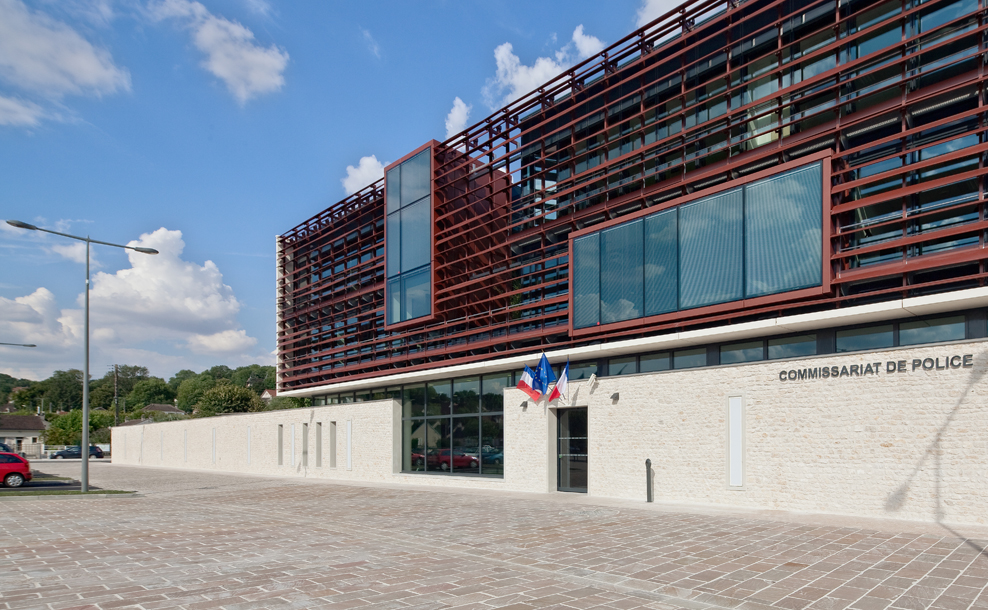
Commissariat de la Police nationale française à Provins.

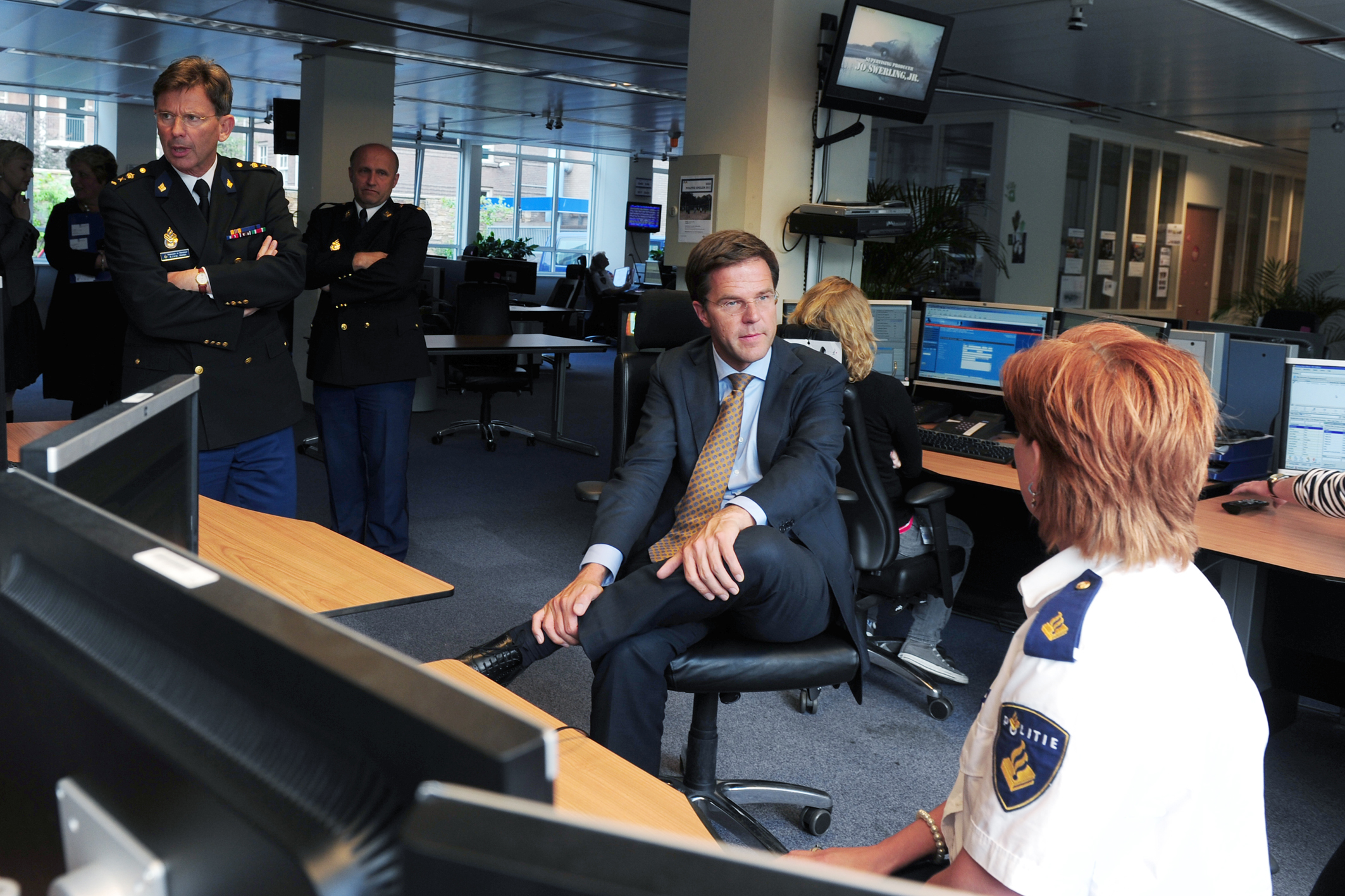
Bureaux d'enquêteurs dans un commissariat néerlandais à Amsterdam, visités par le Premier ministre Mark Rutte.

Un commissariat de police est une unité territoriale des forces de police, généralement dirigée par un commissaire ou un commandant de police. Dans chaque département, les commissariats dépendent d'une direction départementale de la sécurité publique (DDSP). Celles-ci sont rattachées, au ministère de l'Intérieur, à la Direction centrale de la sécurité publique (DCSP). On appelle couramment commissariat le bâtiment qui les abrite et qui contient notamment des bureaux pour le personnel, des véhicules de police, des cellules de détention provisoire et des salles d'interrogatoires.

## En France
Il existe trois grandes catégories de commissariat, ainsi que les préfectures de police.

### Préfectures de Police
Il existe actuellement deux préfectures de police en France, à savoir celles de Paris et de Marseille. Les hôtels de préfecture sont classés comme des préfectures et non des commissariats. Cependant, ces édifices abritent les quartiers généraux voire sièges décentralisés de plusieurs services de police, dont les services centralisés au niveau régional comme les services d'intervention. De telles enceintes sont donc susceptible d'être abusivement considérés comme des commissariats, alors qu'ils soient sensu stricto des bâtiments de la fonction publique civile au même titre que les préfectures territoriales.

### Commissariats Centraux et Hôtels de Police
La plupart des grandes villes sont dotées d'un commissariat central ou d'un hôtel de police. Ceux-ci intègrent plusieurs agences de la police sous un même toit.

#### Hôtel de police
L'hôtel de police est un bâtiment ouvert 24 heures sur 24, servant de siège aux forces de police nationale de l'ensemble d'un département, avec à sa tête au moins un commissaire divisionnaire, mais souvent un contrôleur général. Ils servent de direction départementale de sécurité publique (DDSP). Les hôtels de police disposent généralement de plusieurs services spécialisés de la police nationale dans des bureaux qui leur sont propres. Les hôtels de police comprennent souvent les fonctions d'un commissariat central.

#### Commissariat Central
Dans la plupart des grandes villes, il existe un commissariat central avec à sa tête le commissaire divisionnaire chef de la circonscription (qui peut détenir le poste de DDSP en même temps) ainsi que des commissariats subdivisionnaires avec à leur tête des commissaires ou commandants adjoints qui sont responsables des forces de police d'un secteur ou d'un quartier. Le commissariat central regroupe normalement des services de PTS et de PJ. Il y en a un dans chacun des arrondissements de Paris.

### Commissariats de Police
Le commissariat de police est un bâtiment ouvert 24 heures sur 24 servant de siège aux forces de police nationale d'une ville moyenne. Dans une grande ville il peut y en avoir plusieurs. Les commissariats de police sont généralement dirigés par des commissaires de police ou des commandants de police à l'échelon/emploi fonctionnel. Le commissaire ou commandant en question est le chef de toutes les forces de police de la circonscription.

### Postes de police ou commissariat de secteur

#### Poste de police ou commissariat de secteur
Ils sont des locaux ouverts 24 heures sur 24 ou uniquement aux heures administratives (par exemple de 08:00 - 19:00) servant de locaux aux forces de police d'une petite ville, d'un quartier ou d'un secteur défini. Il sera obligatoirement rattaché à un commissariat de police ou un Hôtel de police. 
Bien que des gradés souvent officiers de police judiciaire soient à leur tête, il n'y a pas de commissaire ou de commandant dans ces locaux.

#### Bureau de police
Un bureau de police se trouve à l'intérieur ou dépendant d'un autre bâtiment public, ouvert uniquement aux heures administratives disposant d'une antenne de police.
Souvent les bureaux de police ne disposent que de très peu de fonctionnaires et servent principalement à décharger les plus gros commissariats auxquels ils sont rattachés des tâches administratives (plaintes et main-courante).
Souvent implantés dans des lieux stratégiques (gares, centres-villes, quartiers populaires à forte concentration d’habitants), il sert de point d’accueil et de prise de plaintes. 
Il est possible, selon la volonté de l’état major que soit rattaché à un BP (bureau de police) où CS (commissariat de secteur) une unité de voie publique comme une brigade VTT où des patrouilleurs à pied pour les centres-villes comportant des zones piétonnes.

### Équivalents dans d'autres forces de l'ordre
Les locaux des polices municipales n'ayant pas de commissaire de police à leur tête, ne peuvent avoir l'appellation de commissariat de police municipale, ils sont communément appelés poste de police municipale ou bureau de police municipale selon le cas où le bâtiment est autonome ou si le bureau se trouve à l'intérieur d'un autre bâtiment public tel qu'une mairie. Ils peuvent selon les communes être ouverts 24 heures sur 24 ou uniquement aux heures administratives.
En zones rurales et péri-urbaines, les commissariats sont remplacés par des brigades de gendarmerie.